# Trepassey
Trepassey är en ort i Kanada.   Den ligger i provinsen Newfoundland och Labrador, i den östra delen av landet, 1 700 km öster om huvudstaden Ottawa. Trepassey ligger 19 meter över havet och antalet invånare är 570.

## Namnet
Namnet Trepassey kommer ursprungligen från det franska ordet trépassés (döda män), efter Baie des Trépassés i Bretagne. Trepassey is the name of the harbour, the bay and the community. Later the translation was used as 'Dead Man's Bay' due to the tragic shipwrecks along the coast.  'Tre' kan också komma från det walesiska ordet för 'stad', efter det walesiska inflytandet från Vaughan-familjen.